# Drachenreiter von Pern
Die Drachenreiter von Pern sind ein Zyklus von Science-Fiction-Romanen der US-amerikanischen Autorin Anne McCaffrey. Der Einstiegsband Die Welt der Drachen basiert auf zwei Kurzgeschichten, für die sie als erste weibliche Schriftstellerin überhaupt mit dem Hugo Award und dem Nebula Award ausgezeichnet wurde.,, Spätere Werke der Saga wurden von bzw. mit ihrem Sohn Todd McCaffrey und ihrer Tochter Gigi McCaffrey verfasst.

## Grundsätzliches

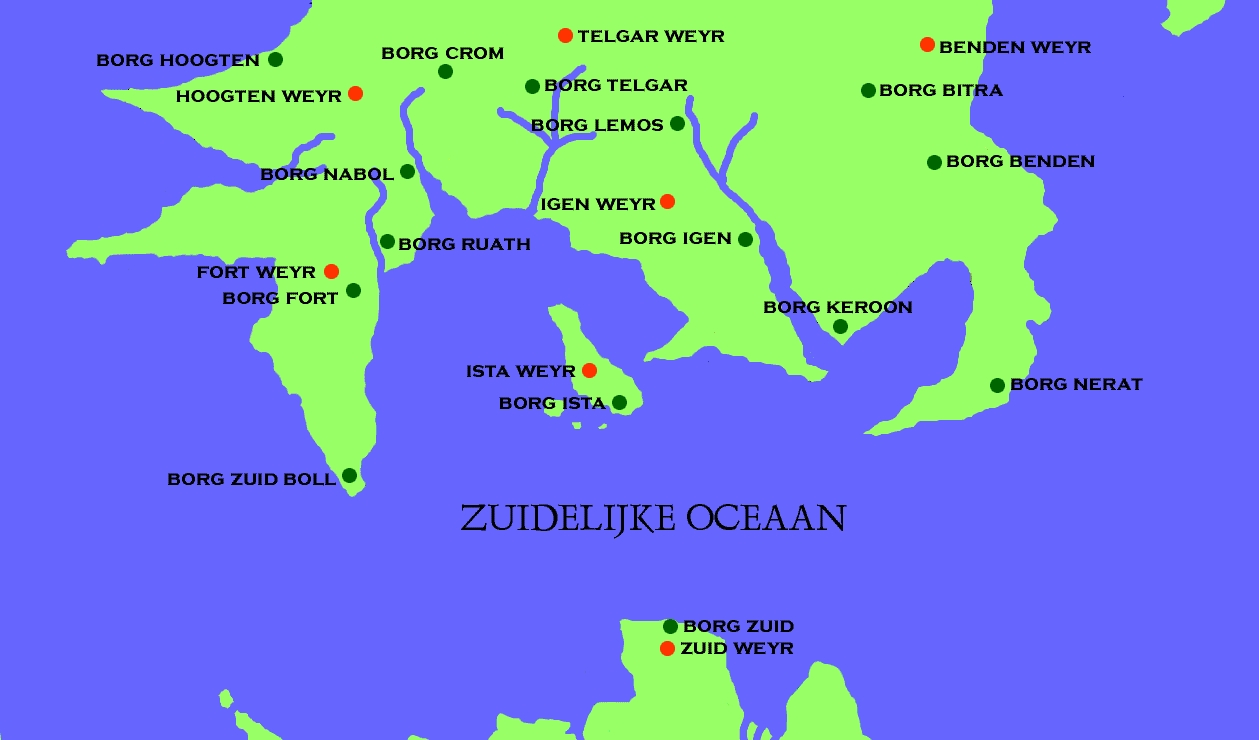
Der Nordkontinent von Pern und ein Teil des Südkontinents

### Hintergrund
Die Handlung der Romane spielt auf dem fiktiven Planeten Pern.
Dort gelandete Kolonisten werden von einem Angriff durch pilzartige Fremdorganismen aus dem All – den Fäden – überrascht, die in regelmäßigen Intervallen durch einen Wanderplaneten – den Roten Stern – in den Orbit des Planeten gezogen werden. Diese Sporen verbrennen in der Atmosphäre und geben tödliche, fadenförmige Filamente frei.,
Die Siedler vergessen in Folge ihre Herkunft und ihr technisches Wissen und kehren zu einer mittelalterlichen Lebensweise zurück.
Um die Bedrohung aus dem All trotz der dahinschwindenden technischen Mittel zu bekämpfen, werden kleine einheimische Flugechsen zu feuerspeienden, zu Teleportsprüngen durch Raum und Zeit fähigen sowie telepathisch an Menschen gebundenen Drachen herangezüchtet. Diese sollen gelenkt von menschlichen Reitern die tödlichen Fäden im Flug verbrennen.
Die größten Exemplare sind dabei die goldenen und fortpflanzungsfähigen Drachenköniginnen sowie die bronzefarbenen Männchen, während braune, blaue und grüne Drachen deutlich kleiner bleiben.
Die Pern-Romane spielen zum Zeitpunkt der Planetenbesiedlung und in verschiedenen Epochen danach. Ein Fokus liegt auf der Zeit des neunten Vorbeizugs des Roten Sterns, während der die Handlung zahlreicher Einzelromane angesiedelt ist.

### Aufbau der Gesellschaft
Die Bewohner von Pern sind entweder einer Burg, einer Handwerkerhalle oder einem Weyr zugehörig. Konflikte zwischen diesen Gruppen sind neben der Bedrohung durch die Fäden ein Kernthema in den verschiedenen Romanen des Pern-Zyklus.
Den Burgen stehen jeweils die Barone vor; auf ihrem Herrschaftsgebiet finden sich zahlreiche kleinere Höfe und Ansiedlungen, bei denen es sich überwiegend um Farmen handelt.
Daneben gibt es die Handwerkerhallen (z. B. die Schmiedehalle, die Heilerhalle und die Harfnerhalle), die zwar örtlich bei den Burgen angesiedelt, von deren Herren jedoch unabhängig sind. Es ist keinem Baron erlaubt, anderen Burgen die von den Handwerkerhallen auf seinem Gebiet hergestellten Waren zu verwehren. Jeder dieser Gilden steht ein Anführer vor, der ihre Angehörigen nach außen hin vertritt und für eine angemessene Beschaffenheit und Verteilung der Güter zuständig ist; eine der Hauptaufgaben der Handwerkerhallen ist die Ausbildung von Lehrlingen, Gesellen und Meistern.
Ebenfalls unabhängig von den Burgen sind die Drachenreiter. Zusammen mit ihren Drachen und weiteren Unterstützern bewohnen sie die Weyr, die oft in erloschenen Vulkankegeln angelegt sind. Ihre Aufgabe ist es, die alle 200 Jahre drohenden und 50 Jahre währenden Angriffe der Fäden aus dem Weltall zu bekämpfen; im Gegenzug werden sie durch die Burgen und Handwerkerhallen mit den Gütern versorgt, welche sie für ihr Überleben und für die Erfüllung ihrer Aufgabe benötigen.

## Die Romane
Die von Anne McCaffrey selbst verfassten Teile lassen sich in die Original-Trilogie und die Harfnerhallen-Trilogie sowie weitere Romane der Pern-Saga einteilen. Eine weitere Kategorie bilden die Teile des Romanzyklus, die von bzw. mit ihrem Sohn Todd McCaffrey und ihrer Tochter Gigi McCaffrey verfasst wurden. Die Pern-Romane sind meist keine direkten Fortsetzungen, sondern schildern die Handlung aus Sicht verschiedener Protagonisten.
Die beiden Trilogien bzw. die Einzelromane des Zyklus werden im Folgenden nach ihrer Veröffentlichungsreihenfolge aufgeführt, die jedoch nicht der zeitlichen Handlungsabfolge entspricht. 
Sofern die Romane in deutscher Übersetzung vorliegen, werden nachfolgend die bibliographischen Angaben zu sämtlichen Veröffentlichungen des jeweiligen Titels aufgeführt; sofern die Bücher nicht übersetzt wurden, wird die jeweilige Erstausgabe des englischen Originals angeführt.

### Die Original-Trilogie

#### Die Welt der Drachen
(Originaltitel: Dragonflight, 1968)
Die Protagonistin des ersten Pern-Romanes ist die junge Lessa, die aus dem Geschlecht der Herrscher von Ruatha stammt. Lessa lebt seit dem Überfall des Eroberers Fax auf die Burg ihrer Familie unerkannt als Magd unter seinen Bediensteten, bis ihn der Drachenreiter F’lar des nahegelegenen Fort-Weyrs in einem Duell tötet und sie sich als die rechtmäßige Erbin zu erkennen gibt. Sie wird bei dieser Gelegenheit jedoch als mögliche Gefährtin einer heranreifenden Drachenkönigin entdeckt und verzichtet daher zugunsten des Neugeborenen Jaxom auf ihren Herrschaftsanspruch.
Gemeinsam mit F’lar zieht Lessa nun in den Fort-Weyr und gewinnt dort die Drachenkönigin Ramoth für sich. Sie muss sich dort in ihrer neuen Rolle als Weyrherrin behaupten und zugleich erfährt sie von den Herausforderungen, die Pern bevorstehen: Seit dem letzten Angriff der Fäden, einem feindlichen Organismus aus dem All, ist sehr viel Zeit vergangen und sowohl die Burgherren als auch das Volk glaubt nicht mehr an die Bedrohung, die bald zum neunten Male in der Planetengeschichte bevorsteht. Folglich fehlt den Drachenreitern, welche sich der Bekämpfung der Fäden verschrieben haben, die dringend notwendige Unterstützung. Darüber hinaus sind alle anderen Heimstätten der Drachenreiter („Weyr“) nicht mehr bewohnt und es fehlen damit Mitstreiter im Kampf gegen die Fäden.
Als F’lars Drache Mnementh sich zwei Jahre später im Paarungsflug mit Ramoth behaupten kann, wird er Weyrführer und zugleich Lessas Partner. Gemeinsam beginnen sie, den Weyr auf den drohenden Fädenfall vorzubereiten und zwingen die Burgherren dazu, diese Vorbereitungen zu unterstützen. Als die ersten Fäden fallen, zeigt sich aber, dass dies und auch weitere Maßnahmen nicht ausreichen, um den gesamten Nordkontinent mit nur einem Weyr zu schützen.
Lessa entdeckt, dass die Drachen unter bestimmten Voraussetzungen in die Vergangenheit reisen können. Ihr gelingt es, auf diese Weise 400 Jahre in die Vergangenheit zu gelangen und die Reiter der fünf Weyr, die bisher aus ungeklärten Gründen leerstanden, in die Gegenwart zu bringen. Nun, mit „den Alten“, sind die Weyr von Pern gut genug aufgestellt, um den Planeten zu verteidigen.
Die Autorin arbeitete in Die Welt der Drachen ihre beiden in 1968 bzw. 1969 erschienenen Erzählungen Weyr Search (Titel der deutschen Übersetzung von 1971: Die Drachenkönigin) und Dragonrider (nicht übersetzt) ein.
Ausgaben:
- Anne McCaffrey: Die Welt der Drachen, Heyne-Verlag, München 1972, DNB 850091233 (Taschenbuch)
- Anne McCaffrey: Die Welt der Drachen, Bertelsmann-Verlag, München 1976, DNB 790554526 (Hardcover)
- Anne McCaffrey: Die Welt der Drachen, Heyne-Verlag, München 1981, ISBN 3-453-30693-7 (Taschenbuch, illustrierte Neuausgabe)
- Anne McCaffrey: Die Welt der Drachen, Heyne-Verlag, München 1994, ISBN 3-453-07436-X (Taschenbuch, einmalige Sonderausgabe)
- Anne McCaffrey: Die Welt der Drachen, Heyne-Verlag, München 1997, ISBN 3-453-12229-1 (Taschenbuch, Sammelband mit den Pern-Romanen Die Welt der Drachen, Die Suche der Drachen und Drachengesang)
- Anne McCaffrey: Die Welt der Drachen, Heyne-Verlag, München 2017, ISBN 978-3-641-20978-0 (E-Book)

Ausgaben der zugrundeliegenden Kurzgeschichten:
- Anne McCaffrey: Die Drachenkönigin. In: Roger Zelazny (Hrsg.): Eispiloten, Lichtenberg Verlag, München 1971, DNB 720045495
- Anne McCaffrey: Die Drachenkönigin. In: Isaac Asimov, Martin Harry Greenberg und Charles G. Waugh (Hrsg.): Drachenwelten: die besten Drachengeschichten, Heyne Verlag, 1985, DNB 890347719
- Anne McCaffrey: Dragonrider Part 1. In: John W. Campbell Jr. (Hrsg.): Analog Science Fiction/Science Fact, December 1967
- Anne McCaffrey: Dragonrider Part 2. In: John W. Campbell Jr. (Hrsg.): Analog Science Fiction/Science Fact, January 1968

#### Die Suche der Drachen
(Originaltitel: Dragonquest, 1970)
Zu Beginn des Romans, der sieben Jahre später einsetzt, nehmen die Spannungen zwischen den Alten und den Drachenreitern der Gegenwart zu. Als F'nor, der Reiter des Drachen Canth versucht, in einem Streit zu vermitteln, sticht der Alte T'reb mit einem Messer auf ihn ein. F'nor wird in Folge zur Genesung zu einem Weyr auf dem Südkontinent von Pern geschickt, wo er in Brekke eine Partnerin findet und der Weyrführerin Kylara auf die Schliche kommt, die ihre Pflichten vernachlässigt. Zudem entdeckt er die Feuerechsen wieder, aus denen die ursprünglichen Kolonisten die Drachen gezüchtet hatten.
Sein Halbbruder F'lar muss sich schließlich T'ron, dem Anführer der Alten, in einem Duell stellen, in dem er schwer verletzt wird. Zugleich werden die Drachenreiter aus der Vergangenheit dazu gezwungen, auf dem Südkontinent ins Exil zu gehen. Indes geschieht ein weiteres Unglück: Brekkes Drachenkönigin Wirenth steigt zum Paarungsflug auf und wird von Kylaras Königin Prideth angegriffen. Beide Drachen sterben, und Kylara gerät in einen katatonischen Zustand.
Weil die Barone darauf beharren, dass die Drachenreiter die Fäden an ihrerm Ursprung bekämpfen sollen, begibt sich F'nor mit seinem Drachen zum Roten Stern. Da dessen Atmosphäre allerdings sehr unwirtlich ist, kehrt er schwer verletzt zurück. Gegen Ende des Romans gelingt es dem jungen Jaxom, bei einer Gegenüberstellung dem kleinen weißen Drachen Ruth das Leben zu retten und ihn für sich zu gewinnen.
Ausgaben:
- Anne McCaffrey: Die Suche der Drachen. Heyne-Verlag, München 1973, DNB 850091217 (Taschenbuch)
- Anne McCaffrey: Die Suche der Drachen, Heyne-Verlag, München 1981, ISBN 3-453-30784-4 (Taschenbuch, illustrierte Neuausgabe)
- Anne McCaffrey: Die Welt der Drachen, Heyne-Verlag, München 1997, ISBN 3-453-12229-1 (Taschenbuch, Sammelband mit den Pern-Romanen Die Welt der Drachen, Die Suche der Drachen und Drachengesang)
- Anne McCaffrey: Die Suche der Drachen, Heyne-Verlag, München 2017, ISBN 978-3-6412-0977-3 (E-Book)

#### Der weiße Drache
(Originaltitel: The White Dragon, 1978)
Der weiße Drache ist die Coming-of Age-Story von Jaxom, dem designierten Baron der Burg Ruatha, der sich im Vorgängerband Die Suche der Drachen an den weißen Drachen Ruth gebunden hat. Während dieser aufwächst, steht er der Herausforderung gegenüber, gleichzeitig seiner Rolle als Drachenreiter und der Aufgabe als künftiger Burgherr gerecht zu werden. Verschärft wird sein innerer Konflikt durch die Tatsache, dass einerseits Ruth deutlich kleiner geraten ist als die gewöhnlichen Drachen, er andererseits aber auch seine eigenen Unsicherheiten bewältigen muss und er sich im Kampf gegen die Fäden behaupten möchte, was ihm jedoch zunächst verwehrt wird. Gleichzeitig zeigt Ruth jedoch ungeahnte Fähigkeiten: Präzise Zeitsprünge fallen ihm deutlich leichter als seinen Artgenossen.
Diese Gabe ermöglicht es Jaxom und Ruth, ungesehen ein von den Alten entwendetes Königinnen-Ei in den Fort-Weyr zurückzubringen und damit eine politische Krise abzuwenden. Nach und nach gewinnt Jaxom die Anerkennung der Drachenreiter und darf schließlich auch ein Geschwader des Fort-Weyrs begleiten, welches Pern gegen die Fäden verteidigt. Während dieses Einsatzes bricht jedoch plötzlich die Feuerkrankheit bei ihm aus.
In Folge muss er sich auf dem Südkontinent erholen. Während er dort genest, lernt er nicht nur seine spätere Frau Sharra kennen, sondern entdeckt auch einige Geheimnisse, welche die ursprünglichen Kolonisten ihren Nachfahren dort hinterlassen haben. Auf diese Weise gelingt es ihm, die Vergangenheit des Planeten besser zu verstehen. Der Roman endet damit, dass Jaxom gemeinsam mit Sharra zur Burg Ruatha heimkehrt und dort seine Rolle als Baron übernimmt.
Anne McCaffrey hat in diesen Roman ihre im Jahr 1975 (ausschließlich in englischer Sprache) erschienene Erzählung A Time When eingearbeitet, welche nunmehr den ersten Teil von Der weiße Drache bildet.
Ausgaben:
- Anne McCaffrey: Der weiße Drache, Heyne-Verlag, München 1978, ISBN 978-3-4533-0844-2 (Taschenbuch)
- Anne McCaffrey: Drachengesang / Drachensinger / Der weiße Drache – 3 Science Fiction-Romane in einem Band, Bechtermünz Verlag, Ausgburg 1998, ISBN 978-3-828-90083-7 (Hardcover, Sammelband)
- Anne McCaffrey: Der weiße Drache, Heyne-Verlag, München 2017, ISBN 978-3-6412-0889-9 (E-Book)

Ausgabe der zugrundeliegenden Kurzgeschichte:
- Anne McCaffrey: A Time When, NESFA Press, Somerville 1975, ISBN 0-915368-07-2 (Hardcover)

### Die Harfnerhallen-Trilogie
Im Gegensatz zu den Titeln der Original-Trilogie wenden sich die Romane der Harfnerhallen-Trilogie vorwiegend an ein jugendliches Publikum.

#### Drachengesang
(Originaltitel: Dragonsong, 1976)
Drachengesang beginnt sieben Jahre nach den Geschehnissen, welche in Die Welt der Drachen geschildert werden. Die Protagonistin dieses Bandes ist die junge Menolly, Tochter des Barons der Halbkreis-Bucht, die über großes musikalisches Talent verfügt. Als Petiron – der Harfner ihrer Burg – verstirbt, verliert sie nicht nur ihren Mentor, sondern ihre Eltern verbieten ihr auch jede weitere künstlerische Betätigung.
Menolly ist daraufhin so verzweifelt, dass sie der Burg an der Halbkreisbucht entflieht. Zeitgleich lässt das Oberhaupt der Harfner-Halle, Meisterharfner Robinton, nach ihr suchen, da Petiron ihm vor seinem Tod noch einige von Menollys Kompositionen hatte zukommen lassen und er darin ihre große Begabung erkannt hat. Auch Elgion, Petirons Nachfolger in der Halbkreisbucht, widmet sich dieser Aufgabe, scheitert allerdings an ihrer Verleumdung durch ihre Eltern.
Menolly lässt sich daraufhin in einer Höhle an der Küste nieder. Ihr gelingt es in Folge nicht nur, ihr eigenes Überleben zu sichern, sondern auch die Fädenfalle zu überleben und neun der bislang als Ammenmärchen belächelten Feuerechsen – kleinere freilebende Verwandte der pernesischen Drachen – an sich zu binden.
Eines Tages wird sie jedoch im Freien von einem Fädenschauer überrascht und dann von einem Drachenreiter gerettet. Dieser nimmt sie mit zum Benden-Weyr, wo gerade ein Dracheneiern-Gelege kurz vor dem Schlüpfen steht. Zu diesem bevorstehenden Ereignis sind auch Elgion und Meisterharfner Robinton angereist. Diese erkennen Menolly schließlich als Urheberin der durch Petiron übersandten Kompositionen und nehmen sie als Lehrling in die Harfnerhalle auf.
Ausgaben:
- Anne McCaffrey: Drachengesang, Heyne-Verlag, München 1981, ISBN 3-453-30693-7 (Taschenbuch)
- Anne McCaffrey: Die Welt der Drachen, Heyne-Verlag, München 1997, ISBN 3-453-12229-1 (Taschenbuch, Sammelband mit den Pern-Romanen Die Welt der Drachen, Die Suche der Drachen und Drachengesang)
- Anne McCaffrey: Drachengesang / Drachensinger / Der weiße Drache – 3 Science Fiction-Romane in einem Band, Bechtermünz Verlag, Ausgburg 1998, ISBN 978-3-828-90083-7 (Hardcover, Sammelband)
- Anne McCaffrey: Drachenlied, cbt Fantasy, München 2009, ISBN 978-3-570-30612-3 (Taschenbuch)
- Anne McCaffrey: Drachenlied, cbt Fantasy, München 2010, ISBN 978-3-641-04565-4 (E-Book)
- Anne McCaffrey: Drachengesang, Heyne-Verlag, München 2017, ISBN 978-364-121008-3 (E-Book)

#### Drachensinger
(Originaltitel: Dragonsinger, 1977)
Drachensinger knüpft unmittelbar an die Geschehnisse aus Drachengesang an.
Menolly begleitet Meisterharfner Robinton in die Harfnerhalle, um dort ihre Ausbildung zu beginnen. Sie wird dort getrennt von den männlichen Lehrlingen einquartiert und bewohnt gemeinsam mit einigen Gastschülerinnen Duncas Pension. In ihren ersten Tagen wird sie bei Meistern unterschiedlicher Professionen vorstellig, die ihr teils gewogen sind, sie teils aber aufgrund ihres Geschlechtes geradeheraus ablehnen.
Während sie von ihren Mitbewohnerinnen zunehmend angefeindet wird, welche ihr die neun Feuerechsen und ihren Rang als Tochter des Seebarons neiden, und Menolly sich gegenüber einigen missgünstigen Meistern beweisen muss, gelingt es ihr auch, Freunde in der Harfnerhalle zu finden: Der junge Piemur, der über eine herausragende Sopranstimme verfügt, und auch der geistig schlichte Küchenknecht Camo werden zu ihren treuesten Unterstützern.
Trotz aller Herausforderungen zeichnet sich Menolly in allen Aspekten ihrer Ausbildung aus und wird Meisterharfner Robinton als persönlicher Lehrling zugeordnet. Sie komponiert weiterhin eigene Lieder und erweist sich auch den Drachenreitern gegenüber als hilfreich, indem sie ihr Wissen über Feuerechsen weitergibt.
Der Konflikt mit den Gastschülerinnen aus Duncas Pension kommt schließlich zu einem Höhepunkt, als Pona, die Anführerin der Mädchen, sie als Diebin verleumdet. Nachdem die Falschaussage aufgeklärt wird, muss Pona die Harfnerhalle verlassen.
Am Ende ihrer ersten Woche sind sich alle Meister einig, dass Menolly ihre Ausbildung unter Harfner Petiron im Wesentlichen abgeschlossen hatte, lange bevor sie in die Harfnerhalle kam. Zu ihrer großen Überraschung wird sie daher zur Gesellin befördert.
Ausgaben:
- Anne McCaffrey: Drachensinger, Heyne-Verlag, München 1981, ISBN 3-453-30778-X (Taschenbuch)
- Anne McCaffrey: Drachengesang / Drachensinger / Der weiße Drache – 3 Science Fiction-Romane in einem Band, Bechtermünz Verlag, Ausgburg 1998, ISBN 978-3-828-90083-7 (Hardcover, Sammelband)
- Anne McCaffrey: Drachenruf, cbt Fantasy, München 2009, ISBN 978-3-570-30613-0 (Taschenbuch)
- Anne McCaffrey: Drachenruf, cbt Fantasy, München 2010, ISBN 978-3-641-04567-8 (E-Book)
- Anne McCaffrey: Drachensinger, Heyne-Verlag, München 2017, ISBN 978-3-641-21009-0 (E-Book)

#### Drachentrommeln
(Originaltitel: Dragondrums, 1979)
Drachentrommeln schließt an Drachensinger an und grenzt an einige Handlungspunkte, die sich während des Romans Der weiße Drache ereignen.
Im Fokus der Erzählung steht der aufgeweckte – und mit Menolly befreundete – Harfnerlehrling Piemur. Als sich seine klare Sopranstimme wegen des Stimmbruches verändert, braucht er eine neue Aufgabe. In Folge wird er zu den Trommelhöhen geschickt, um das Trommeln als wichtigste Methode der Langstreckenkommunikation auf Pern zu erlernen. Dort muss er sich mit der Missgunst und den Schikanen der anderen Lehrlinge auseinandersetzen, die schließlich in einen Unfall münden, welcher Meisterharfner Robinton zum Eingreifen zwingt.
Zeitgleich bittet ihn Robinton heimlich, sein Lehrling zu werden. Piemur unternimmt daher in seinem Auftrag immer wieder Reisen, sammelt Informationen und erledigt unauffällig Besorgungen. Ein Auftrag führt ihn schließlich zur Burg Nabol. Hier gilt es, den dahinscheidenden Baron Meron von der Benennung eines Nachfolgers zu überzeugen.
Piemur schleicht sich in dessen Burg und nimmt dabei sein goldene Feuerechsen-Ei an sich. Der Diebstahl wird entdeckt und er muss sich in einem Sack verstecken, der kurz darauf von einem abtrünnigen Drachenreiter zum Süd-Weyr befördert wird. Derweil gelingt es Meisterharfner Robinton, Meron den Namen seines Nachfolgers zu entlocken.
Der Harfnerlehrling Piemur durchreist in Folge den Südkontinent und bindet die Drachenkönigin an sich, welche aus dem erbeuteten Ei schlüpft. Schließlich trifft er auf Angehörige der Burg des Südens und findet dort nach seiner Rückkehr auf Robinton und Menolly vor. Zum Abschluss des Romans erlangt er den Gesellenstatus.
Ausgaben:
- Anne McCaffrey: Drachentrommeln, Heyne-Verlag, München 1983, ISBN 3-453-30932-4 (Taschenbuch)
- Anne McCaffrey: Drachenmeister, cbt Fantasy, München 2009, ISBN 978-3-570-30614-7 (Taschenbuch)
- Anne McCaffrey: Drachenmeister, cbt Fantasy, München 2010, ISBN 978-3-641-04566-1 (E-Book)
- Anne McCaffrey: Drachentrommeln, Heyne-Verlag, München 2017, ISBN 978-3-641-21010-6 (E-Book)

### Weitere Romane von Anne McCaffrey

#### Moreta – Die Drachenherrin von Pern
(Originaltitel: Moreta: Dragonlady of Pern, 1983)
Dieser Roman ist rund 1000 Jahre vor den Ereignissen in Die Welt der Drachen angesiedelt. Zu Beginn der Handlung besucht Moreta, die Weyrherrin des Fort-Weyrs in Begleitung ihrer – kurz vor der Eiablage stehenden – Drachenkönigin Orlith ein Fest auf der Burg Ruatha. Dort verfolgt sie gemeinsam mit dem Baron Alessan ein Läufer-Rennen, bei dem jedoch eines der Reittiere unvermittelt zusammenbricht.
Am nächsten Morgen erfährt sie von ihrem Weyrführer Sh'gall, dass ursächlich für den Zusammenbruch eine Epidemie war, die sich rasch auf Pern ausbreitet und auch für Menschen gefährlich ist. Meisterheiler Capian hatte zu diesem Zeitpunkt bereits eine planetenweite Quarantäne angeordnet, um die Seuche einzudämmen, doch auch in den Weyrn gibt es bereits erste Infektionen. Da die sechste Annäherungsphase des Roten Sterns bevorsteht, müssen die Drachenreiter zudem zeitgleich Pern gegen die Fäden aus dem All verteidigen.
Capian sucht derweil nach einem Heilmittel und entdeckt ein Impfserum, welches schon bald hergestellt und an die Bewohner des Planeten verteilt werden kann. Da eine zweite Welle der Epidemie bevorsteht, ist jedoch Eile geboten. Die greise Reiterin Leri der Drachenkönigin Holth des Fort Weyrs erkennt, dass mittels der Drachen ermöglichte Teleporte und Zeitsprünge der einzige Weg sind, um der Ausbreitung der Seuche Herr zu werden.
In Folge unternimmt Moreta mit Holth – Orlith ist wegen der bevorstehenden Eiablage unpässlich – und einigen Unterstützern, darunter auch Baron Alessan, eine Reise in die Zukunft, um erntereife Nadeldornen in der Region Ista zu sammeln, die für die Verabreichung des Serums zwingend benötigt werden.
Tags darauf unterstützt sie die planetenweite Massenimpfung und begibt sich mit Holth mehrmals in die Vergangenheit, um die engen Zeitpläne einzuhalten. Bei ihrem letzten Sprung erreichen Moreta und die Drachenkönigin vor lauter Erschöpfung jedoch nicht mehr ihr Ziel. Kurz vor dem Tag, an dem Orliths Eier schlüpfen, beenden sie und Leri durch einen Teleport ohne Ziel ebenfalls ihr Leben.
Ausgaben:
- Anne McCaffrey: Moreta – die Drachenherrin von Pern, Heyne-Verlag, München 1985, ISBN 3-453-31171-X (Taschenbuch)
- Anne McCaffrey: Drachenträume – Drei Romane in einem Band, Heyne-Verlag, München 2002, ISBN 3-453-86363-1 (Taschenbuch, Sammelband mit den Pern-Romanen Moreta – Die Drachenherrin von Pern, Nerilkas Abenteuer und Drachendämmerung)
- Anne McCaffrey: Moreta – die Drachenherrin von Pern, Heyne-Verlag, München 2017, ISBN 978-3-641-20979-7 (E-Book)

#### Nerilkas Abenteuer
(Originaltitel: Nerilka’s Story, 1986)
Nerilkas Abenteuer spielt zeitgleich zu den Ereignissen des Romans Moreta – Die Drachenherrin von Pern und beleuchtet diese aus der Sicht von Nerilka, der ältesten Tochter des Barones Tolcamp von Burg Fort.
Während ihre Eltern und Geschwister zu Beginn der Handlung zu einem Fest bei der Burg Ruatha aufbrechen, bleibt sie in der heimatlichen Burg zurück. Ihre Familie infiziert sich auf Ruatha mit der Seuche, die sich auf Pern ausbreitet; ihr Vater bricht jedoch die von Meisterheiler Capiam verhängte Quarantäne, kehrt in die Burg zurück und kümmert sich nur wenig um das Wohlergehen seiner eigenen Bevölkerung. Kurz nachdem ihn die Nachricht erreicht, dass Nerilkas Mutter und ihre Schwestern verstorben sind, quartiert der Baron seine Mätresse auf der Burg ein.
Da er sich darüber hinaus weigert, die im Burgkeller eingelagerten medizinischen Kräuter an die Heilerhalle herauszugeben, ermöglicht Nerilka den Heilern heimlich Zugang zu den Beständen und verlässt anschließend die Feste. Im Anschluss betätigt sie sich zunächst unter fremdem Namen in einem nahegelegenen Quarantänelager als Heilerin; nach dessen Auflösung reist sie zur Burg Ruatha. Sie erreicht ihr Ziel, gerade als Moreta und ihre Unterstützer von der Nadeldorn-Ernte zurückkehren, die im vorangegangenen Band Moreta – Die Drachenherrin von Pern geschildert wird.
Burgherr Alessan von Ruatha widmet sich dort nun, zusammen mit einigen Überlebenden, der Herstellung eines Serums, dass für Reittiere eingesetzt werden kann. Nach Moretas Tod kommen Alessan und sie sich allmählich näher. Schließlich wird Nerilka als Tochter von Baron Tolcamp erkannt und Baronin der Festung Ruatha.
Ausgaben:
- Anne McCaffrey: Nerilkas Abenteuer, Heyne-Verlag, München 1988, ISBN 3-453-03137-7 (Taschenbuch)
- Anne McCaffrey: Drachenträume – Drei Romane in einem Band, Heyne-Verlag, München 2002, ISBN 3-453-86363-1 (Taschenbuch, Sammelband mit den Pern-Romanen Moreta – Die Drachenherrin von Pern, Nerilkas Abenteuer und Drachendämmerung)
- Anne McCaffrey: Nerilkas Abenteuer, Heyne-Verlag, München 2017, ISBN 978-3-641-20980-3 (E-Book)

#### Drachendämmerung
(Originaltitel: Dragonsdawn, 1988)
Dieser Roman beschreibt die Besiedlung des Planeten Pern. Weite Teile der Handlung werden aus der Sicht der jungen Kolonisten Sorka Hanrahan und Sean Connell geschildert, darüber hinaus wird die Perspektive zahlreicher weiterer Siedler eingenommen.
Teil 1 – Die Landung: Zu Beginn des Romans wird die Ankunft der drei Kolonieschiffe Yokohama, Bahrein und Buenos Eires beschrieben, die nach ihrer 15-jährigen Reise den Planeten Pern erreicht haben. Das Ziel der 6023 Siedler unter der Führung des ehemaligen Raumflotten-Admirals Paul Benden und seiner Stellvertreterin Emily Boll ist es, dort eine landwirtschaftlich geprägte Gesellschaft zu errichten. Beim Einschwenken in den Orbit werden die Siedler nach und nach aus dem Kälteschlaf geweckt, mit Landefähren auf Perns Südkontinent abgesetzt und mit dem Aufbau der Stadt Landing begonnen. Die Neuankömmlinge gewöhnen sich allmählich an ihre neue Heimat und errichten fernab von Landing zahlreiche weitere Ansiedlungen.
Teil 2 – Fäden: Acht Jahre später werden die Siedler von den ersten Fädenfällen überrascht. In Folge werden alle Kolonisten nach Landing zurückbeordert und fieberhafte Anstrengungen unternommen, um das Phänomen zu erforschen. Man versucht zunächst, die Fäden mit umgerüsteten Flugmaschinen bereits am Himmel zu verbrennen. Es werden außerdem einheimische feuerspeiende Flugechsen gentechnisch angepasst, damit sie später gemeinsam mit menschlichen Reitern den Kampf gegen die Fäden aufnehmen können. Weitere Unternehmungen zielen darauf ab, den Roten Stern unter Zuhilfenahme der letzten Treibstoffreserven zu erreichen. Ein erster Versuch wird von der Verräterin Avril Bitra vereitelt, die vom Planeten fliehen möchte und dabei ihr Leben verliert; beim zweiten Anlauf kann zwar gefrorenes Fädenmaterial gesammelt werden, die anschließende Landung auf Pern scheitert jedoch.
Teil 3 – Die Umsiedlung: Im weiteren Verlauf des Jahres kündigen sich plötzlich Vulkanausbrüche an. Die Siedler sind daher gezwungen, auf den tektonisch stabileren Nordkontinent überzusiedeln, der überdies durch viele natürliche Höhlensysteme einen besseren Schutz gegen die Fäden bietet. Die Evakuierung wird nun auch von der neu geschaffenen Gruppe der Drachenreiter, darunter Sorka Hanrahan und Sean Connell, unterstützt, die nach einem Unfall auch die Teleport-Fähigkeiten ihrer Flugtiere zu nutzen lernen.
Ausgaben:
- Anne McCaffrey: Drachendämmerung, Heyne-Verlag, München 1990, ISBN 3-453-03933-5 (Taschenbuch)
- Anne McCaffrey: Drachenträume – Drei Romane in einem Band, Heyne-Verlag, München 2002, ISBN 3-453-86363-1 (Taschenbuch, Sammelband mit den Pern-Romanen Moreta – Die Drachenherrin von Pern, Nerilkas Abenteuer und Drachendämmerung)
- Anne McCaffrey: Drachendämmerung, Heyne-Verlag, München 2017, ISBN 978-3-641-20882-0 (E-Book)

#### Die Renegaten von Pern
(Originaltitel: Renegades of Pern, 1989)
Die Renegaten von Pern spielt zeitgleich zur Original-Trilogie und endet kurz vor dem Beginn des Romans Die Weyr von Pern.
Eine prägende Figur der Erzählung ist Thella, die abtrünnige Schwester des Barons Larad von Telgar, die eine Renegatenbande um sich schart. Sie wird auf die junge Aramina aufmerksam, welche telepathischen Kontakt mit den pernesischen Drachen aufnehmen kann. Da sie sich von ihrer Gabe eine frühzeitige Warnung vor herannahenden Drachenreitern verspricht, beginnt sie damit, das Mädchen und seine Familie unerbittlich zu jagen. Diese können jedoch während ihrer Flucht von Drachenreitern des Benden-Weyrs in Sicherheit gebracht werden.
Eine weitere Perspektive bezieht sich auf Jayge, dessen Handelskarawane ebenfalls Opfer von Thellas Überfällen geworden ist. Er macht Bekanntschaft mit Aramina und schließt sich einer Gruppe an, die Thella stellen möchte. Als Aramina im weiteren Verlauf der Handlung von ihr gefangen genommen wird, gelingt es ihm, sie zu befreien; der Renegatenanführerin gelingt jedoch die Flucht.
Einige Jahre später haben Aramina und Jayge auf dem Südkontinent eine Familie gegründet und die Paradiesfluss-Ansiedlung der ursprünglichen Siedler in Besitz genommen. Nach kurzer Zeit wird die junge Familie erneut von Thella überfallen; ein herbeigerufener Drachenreiter befreit die Siedler jedoch und Jayge gelingt es, Thella zu töten.
Die Familie wird von dem aus Drachentrommeln bekannten Charakter Piemur entdeckt, welcher die Gegend für Toric, den Baron der Süd-Burg, kartografiert und im weiteren Verlauf der Geschichte eine Beziehung mit der Schmiedegesellin Jancis eingegangen ist. Jancis stößt schließlich auf Aufzeichnungen der ursprünglichen Siedler, die Hinweise auf den Verbleib der Künstlichen Intelligenz AKKI geben. Der Roman endet mit der Aktivierung dieses uralten Computersystems durch Piemur, Jancis und den aus Der weiße Drache bekannten Baron Jaxom von Ruatha.
Ausgaben:
- Anne McCaffrey: Die Renegaten von Pern, Heyne-Verlag, München 1993, ISBN 3-453-03137-7 (Taschenbuch)
- Anne McCaffrey: Die Renegaten von Pern, Heyne-Verlag, München 2017, ISBN 978-3-641-20928-5 (E-Book)

#### Die Weyr von Pern
(Originaltitel: All the Weyrs of Pern, 1991)
Dieser Pern-Roman schließt an die vorangegangenen Bände Der weiße Drache und Die Renegaten von Pern an und nimmt überwiegend die Perspektive des Burgherren und Drachenreiters Jaxom ein.
Die Handlung beginnt mit der Wiederentdeckung des Computersystems AKKI, einer künstlichen Intelligenz. AKKI hilft den Bewohnern von Pern dabei, verlorenes Wissen und vergessene Fähigkeiten wiederzuerlangen; damit verfolgt er ein Ziel, welches ihm noch die ursprünglichen Kolonisten aufgegeben hatten: Die Beendigung der Angriffe der pilzartigen Fädenorganismen aus dem All.
Während sich in einigen Teilen der Bevölkerung Widerstand gegen die Pläne des AKKI regt, der sich in Akten des Vandalismus und der späteren Entführung des Meisterharfners Robinton äußert, unterstützt ihn jedoch der überwiegende Anteil der Burgen, Handwerkerhallen und Weyr bei seinem Vorhaben.
Nachdem eine wichtige Zwischenetappe geglückt ist – die Reise zu den drei Kolonieschiffen Yokohama, Bahrein und Buenos Eires in der Umlaufbahn von Pern – können Fädenkapseln aus dem Orbit untersucht und Drachen sowie Reiter an die Schwerelosigkeit des Alls gewöhnt werden.
AKKIs Plan mündet schließlich darin, dass diese die Antimaterie-Triebwerke der Raumschiffe via Teleport- und Zeitsprüngen auf den Roten Stern befördern, um sie dort zur Explosion zu bringen: Auf diese Weise soll die Bahn des Planeten verändert und Pern zukünftig vor der Bedrohung aus dem All geschützt werden. Als zusätzliche Maßnahme werden mit Parasiten infizierte Fädenkapseln auf dem Planeten ausgebracht. Nach Erfüllung seiner Aufgabe schaltet sich das AKKI ab; zeitgleich verstirbt Meisterharfner Robinton.
Ausgaben:
- Anne McCaffrey: Die Weyr von Pern, Heyne-Verlag, München 1994, ISBN 3-453-07751-2 (Taschenbuch)
- Anne McCaffrey: Die Weyr von Pern, Heyne-Verlag, München 2017, ISBN 978-3-641-20883-7 (E-Book)

#### Die Chroniken von Pern – Ankunft
(Originaltitel: The Chronicles of Pern: First Fall, 1993)
Bei diesem Teil der Pern-Saga handelt es sich um eine Sammlung von Episoden aus den Jahren vor, während und nach der Planetenbesiedlung, die im Roman Drachendämmerung beschrieben wird.
Die Erkundung P.E.R.N.k: Diese kurze Erzählung beschreibt die erstmalige Entdeckung und Untersuchung des Planeten Pern durch ein Erkundungs- und Vermessungsteam. Spuren eines vorangegangenen Fädenfalls sind zwar bereits für die Prospektoren augenfällig, werden jedoch als ungefährlich eingestuft und Pern somit zur Besiedlung freigegeben.
Die Delfinglocke: Im Rahmen dieser Episode wird die Übersiedlung der Kolonisten auf den Nordkontinent von Pern in Folge eines Vulkanausbruches, die bereits Gegenstand des dritten Teils von Drachendämmerung war, aus einer weiteren Perspektive dargestellt. Der Seemann und ehemalige Raumschiffkapitän Jim Tillek organisiert die Evakuierungsaktion, die wegen eines Mangels an Treibstoff und Transportkapazitäten auch mithilfe von eigentlich hochseeuntauglichen Küsten- und Flussschiffen durchgeführt werden muss. Mit der Unterstützung intelligenter Delfine gelingt es schließlich, fast alle Siedler und viele Güter zu retten.
Die Furt des Red Hanrahan: Mehrere Jahre, nachdem die ursprünglichen Kolonisten auf den Nordkontinent übergesiedelt sind und dort ein Höhlensystem zur Burg Fort ausgebaut haben, regt der Viehzüchter Red Hanrahan die Errichtung einer weiteren Feste an. Einige Tagesmärsche entfernt wird daraufhin im selben Gebirgsmassiv die spätere Burg Ruatha (als Reds Fort, gälisch Rua Atha) gegründet; auf dem Weg dorthin müssen Red und seine Begleiter zusammen mit ihrem Vieh einen gefährlichen Strom überqueren.
Der Zweite Weyr: Diese Erzählung setzt zu einem späteren Zeitpunkt an, zu dem mit dem Fort Weyr bereits ein erster Weyr auf dem Nordkontinent gegründet wurde. Nunmehr ist die Anzahl der Drachen und ihrer Reiter so stark angestiegen, dass dringender Bedarf an weiteren Unterbringungsmöglichkeiten besteht. Aus diesem Grund wird die Gründung dreier neuer Gemeinschaften angestrebt. Die erste, welche unter der Leitung der Drachenköniginnenreiterin Torene in einem Krater eingerichtet wird, erhält ihren Namen nach dem Leiter der Pern-Expedition, Admiral Paul Benden (Benden-Weyr).
Rettungsmission: Diese Novelle setzt an den Strang einer Nebenhandlung aus dem Roman Drachendämmerung an. Auf einen vom Kolonisten Ted Tubbermann ausgesandter Notruf hin erreicht nach einigen Jahren das Raumschiff Amherst den Planeten Pern. Eine Shuttle-Mannschaft kann auf dem Nordkontinent zwar keine Lebenszeichen entdecken, findet jedoch auf dem Südkontinent den Kolonisten Stev Kimmer mit elf weiteren Überlebenden vor. Nachdem keine weiteren Überlebenden entdeckt werden, beginnt die Mannschaft der Landefähre mit der Evakuierung.
Nach dem Start fällt der erhöhte Treibstoffverbrauch des Shuttles auf. Eine Durchsuchung ergibt, dass Kimmer und einige weitere Passagiere vom Planeten geschmuggelte Edelmetalle am Körper tragen und diese auch in der Raumfähre verborgen haben. Nach einer Korrektur des Kurses und einer weiteren Gewichtsreduzierung der Raumfähre, bei der Kimmer aus der Luftschleuse geschleudert wird, gelingt es schließlich, an die Amherst anzudocken. Abschließend deklariert die Besatzung der Rettungsexpedition den Planeten Pern als Sperrgebiet.
Ausgaben:
- Anne McCaffrey: Die Chroniken von Pern – Ankunft, Heyne-Verlag, München 2000, ISBN 3-453-17108-X (Taschenbuch)
- Anne McCaffrey: Die Chroniken von Pern – Ankunft, Heyne-Verlag, München 2017, ISBN 978-3-641-20884-4 (E-Book)

#### Die Delphine von Pern
(Originaltitel: The Dolphins of Pern, 1994)
Dieser Roman spielt zeitgleich zu Die Weyr von Pern und behandelt die Wiederentdeckung der erstmals in Die Delfinglocke und Drachendämmerung eingeführten Delfine, die von den ursprünglichen Kolonisten mit nach Pern gebracht wurden.
Im Fokus der Erzählung steht zum einen der junge Readis, Sohn der aus Die Renegaten von Pern bekannten Herren der Paradiesflussbesitzung auf dem südlichen Kontinent, Jayge und Aramina. Nachdem er als Kind von einem Delfin vor dem Ertrinken im Meer gerettet wurde, entwickelt er eine tiefe Faszination für die Tiere. Ein weiterer Handlungsträger ist der Drachenreiter T'lion, der sich ebenfalls für die Delfine interessiert und über diese Gemeinsamkeit eine Freundschaft zu Readis aufbaut.
Beide trotzen den Bedenken ihrer Familien und Weyr und überzeugen immer mehr Bewohner von Pern von der Intelligenz und der Sprachbegabung der Meeressäugetiere. Die Delfine ihrerseits versuchen, Aufgaben für die Bewohner von Pern zu übernehmen; so sichern sie etwa die Küste des Südkontinents gegen Siedler aus dem Norden, welche die Küste ohne Erlaubnis betreten, und stellen ihren Echo-Ortungssinn in den Dienst der Heilkunst.
Als Readis nach einem Sturm den Versuch unternimmt, einen verletzten Delfin mithilfe eines Heilkundebuches zu behandeln, werden wertvolle Aufzeichnungen vom Meereswasser durchweicht. Seine Mutter ist daraufhin hochentzürnt und verbietet ihm jeden weiteren Kontakt zu den Meeressäugern. Readis verlässt in Folge die Ansiedlung. Er lässt sich in einer Höhle nahe der Küste nieder und nimmt erneut Kontakt zu einer Delfinschule auf. Nachdem er die Beziehung intensiviert hat, lernt er die Anführerin der Meeressäuger kennen; später kehrt er in seine Heimat zurück, versöhnt sich mit seiner Familie und begründet die Gilde der Delfineure.
Ausgaben:
- Anne McCaffrey: Die Delphine von Pern, Heyne-Verlag, München 1996, ISBN 3-453-11884-7 (Taschenbuch)
- Anne McCaffrey: Die Delphine von Pern, Heyne-Verlag, München 2017, ISBN 978-3-641-20976-6 (E-Book)

#### Drachenauge
(Originaltitel: Red Star Rising / Dragon’s Eye / The Chronicles of Pern: Second Pass 1996)
Dieser Roman setzt 250 Jahre nach der Landung der ursprünglichen Kolonisten auf Pern an: Barone, Gildenmeister und Weyrführer müssen sich auf den zweiten Vorbeizug des Roten Sterns vorbereiten. Baron Chalkin von der Burg Bitra verweigert jedoch die Zusammenarbeit, was schließlich zu seiner Absetzung und Verbannung führt; der Roman schließt mit dem ersten Fädenfall.
Eine weitere Hauptfigur ist der Künstlergeselle Iantine: Bei seinem ersten Auftrag gerät er in Konflikt mit Chalkin und entflieht aus dessen Feste. Er gelangt danach in den Telgar-Weyr und lernt dort die Drachenreiterin Debera kennen, die sich gegen den Willen ihrer Familie an den grünen Drachen Morath gebunden hat; beide gehen schließlich eine feste Partnerschaft ein. Weitere Figuren, aus dessen Sicht die Handlung und die Entwicklung der Gesellschaft auf Pern beschrieben wird, sind Clisser (Leiter der Akademie bei Burg Fort, der späteren Harfnerhalle), K'vin (Weyrführer von Telgar) und Zulaya (Weyrherrin von Telgar).
Der Roman schildert auch den fortschreitenden Verlust von Technologie und Wissen in der pernesischen Gesellschaft: Der letzte Computer wird durch Blitzschlag zerstört, die Beschulung der Kinder fokussiert sich zunehmend auf die Vermittlung praktischer Kenntnisse und mit den Sternsteinen werden dauerhafte Landmarken geschaffen, um die zunehmend astronomieunkundigen Planetenbewohner vor der Annäherung des Roten Sterns zu warnen.
Ausgaben:
- Anne McCaffrey: Drachenauge, Heyne-Verlag, München 2001, ISBN 3-453-17950-1 (Taschenbuch)
- Anne McCaffrey: Drachenauge, Heyne-Verlag, München 2017, ISBN 978-3-641-20885-1 (E-Book)

#### Drachenklänge
(Originaltitel: Masterharper of Pern, 1998)
Drachenklänge beleuchtet die Lebensgeschichte des Meisterharfners Robinton (bis zum Beginn des Romans Die Welt der Drachen): Als Kind und Heranwachsender zeigt er großes musikalisches Talent. Er hat jedoch stets mit der fehlenden Anerkennung seines Vaters Petiron zu kämpfen, während seine Mutter Merelan immer stärker an ihrem schwachen Gesundheitszustand leidet. 
Im Alter von 15 Jahren steigt er zum Harfnergesellen auf und wird für seine Gilde auf verschiedenen Burgen von Pern tätig; seine Kompositionen sind zu diesem Zeitpunkt bereits auf dem gesamten Planeten beliebt.
Robinton heiratet in jungem Alter Kasia, die jüngste Tochter von Baronin Juvana von Tillek, welche aber bereits nach kurzer Zeit verstirbt. Im weiteren Verlauf des Romans geht er eine Beziehung mit Silvina ein, der Wirtschafterin der Harfnerhalle, und zeugt mit ihr den geistig schlichten Camo.
Robinton erlebt zunehmend mit, wie der Eroberer Fax an Einfluss gewinnt. Als er zum Meisterharfner und Oberhaupt der Harfnerhalle ernannt wird, warnt er vor dieser Entwicklung, erfährt allerdings nur wenig Unterstützung. Er lässt den Usurpator durch Mitglieder seiner Gilde überwachen und ist schließlich nicht nur verkleidet als Mitglied von Fax Hofstaat bei der Eroberung der Burg Ruatha anwesend, sondern auch, als dieser im Duell besiegt wird und stirbt.
Ausgaben:
- Anne McCaffrey: Drachenklänge, Heyne-Verlag, München 2002, ISBN 3-453-19673-2 (Taschenbuch)
- Anne McCaffrey: Drachenklänge, Heyne-Verlag, München 2017, ISBN 978-3-641-20886-8 (E-Book)

#### Der Himmel über Pern
(Originaltitel: The Skies of Pern, 2001)
Seit dem endgültigen Sieg gegen die Fäden in Die Weyr von Pern sind 13 Jahre vergangen. Nach dem Einschlag eines Meteoriten gelingt jedoch einem der Verschwörer, welcher im vorgenannten Roman einen Angriff auf das AKKI versuchte, die Flucht aus den Gefängnis-Minen von Crom. 
Er schließt sich mit weiteren Unruhestiftern zusammen, welche immer wieder Anschläge gegen Einrichtungen und Gilden durchführen, die durch das AKKI eingeführte technische Neuerungen verwenden. Unterstützt werden die Fanatiker von Toric, dem Baron des Südkontinentes. Burgen, Handwerkerhallen und Weyrn es gelingt jedoch nach und nach, die Verschwörer aufzugreifen und zu verbannen; der anfangs entflohene Unruhestifter stirbt durch eine noch aktive Verteidigungseinrichtung des AKKI.
Zeitgleich steht dem Planeten ein weiterer Meteoriteneinschlag bevor. Da in Folge starke Flutwellen zu befürchten sind, evakuieren die Drachenreiter die betroffenen Küstenregionen. Im weiteren Verlauf des Romans sehen die Weyr ihre zukünftige Aufgabe mehr und mehr darin, den Himmel zu beobachten und die Bevölkerung vor ähnlichen Bedrohungen zu schützen.
Der Himmel über Pern verfolgt zudem die Geschichte der beiden jungen Drachenreiter F`lessan und Tai, den Protagonisten dieses Romanes. Beide haben ein Interesse für die Sternenbeobachtung entwickelt und kommen sich dabei näher. Tais Drache Zaranth entdeckt durch einen Zufall die Fähigkeit ihrer Art zur Telekinese, die später auch von F`lessans Tier Golanth und weiteren Drachen übernommen werden kann. Bei einem Raubkatzenangriff auf Perns Südkontinent werden sie jedoch schwer verletzt, widmen sich anschließend aber voll und ganz der neuen Pflicht der Drachenreiter.
Ausgaben:
- Anne McCaffrey: Der Himmel über Pern, Heyne-Verlag, München 2002, ISBN 3-453-21351-3 (Taschenbuch)
- Anne McCaffrey: Der Himmel über Pern, Heyne-Verlag, München 2017, ISBN 978-3-641-20887-5 (E-Book)

### Weitere Romane von und mit Todd und Gigi McCaffrey
Folgende Romane liegen in deutscher Übersetzung vor:

#### Drachenwege
(Originaltitel: Dragons' Kin, 2003)
Im Mittelpunkt von Drachenwege stehen die besonderen Fähigkeiten der Wachwhere. Diese entfernt mit den Drachen verwandten Geschöpfe werden auf Pern in Minen eingesetzt, um Bergleute vor Grubengas zu warnen und um bei Einstürzen Verschüttete aufzustöbern.
Die Geschichte nimmt einige Jahre vor dem dritten Vorbeizug des Roten Sterns im Bergarbeiterlager Camp Natalon ihren Anfang. Dort lernt der Leser den jungen Kindan kennen, dessen Vater einen Wachwher namens Dask besitzt. Bei einem Grubeneinsturz verliert Kindan seine gesamte Familie und den Wachwher. 
Kindan wird daraufhin von Meisterharfner Zist adoptiert, der ihn zum Unterhaltungskünstler und zum Spion ausbildet. In Folge erfährt er, dass das Camp in zwei Lager gespalten ist: ein Teil der Bergleute steht hinter dem Leiter Natalon und der andere Teil hinter seinem Onkel Tarik.
In der Zwischenzeit ist das Camp ohne Wachwher, und kleinere Unfälle verzögern die Arbeiten immer wieder. Trotz der Proteste von Tarik und seiner Gruppe beschließt Natalon, den Kohlevorrat eines ganzen Winters gegen die Chance für Kindan einzutauschen, bei einer Wachtwherkönigin ein Ei zu erbitten. 
Er hat dabei Erfolg und beginnt mit der schwierigen Aufgabe, das nachtaktive Wesen aufzuziehen. Da es dazu keine Aufzeichnungen gibt, ist Kindan auf die Unterstützung der geheimnisvollen Nuella angewiesen. Gemeinsam trainieren sie den jungen Wachwher namens Kisk und lernen dabei einiges über diese Art. Dies erweist sich als entscheidend, denn gegen Ende des Romans werden Kisks Fähigkeiten dazu beitragen, viele Leben retten, darunter auch das des Campleiters Natalon.
Ausgaben:
- Anne und Todd McCaffrey: Drachenwege, Heyne-Verlag, München 2004, ISBN 3-453-87895-7 (Taschenbuch)
- Anne und Todd McCaffrey: Drachenwege, Heyne-Verlag, München 2017, ISBN 978-3-641-21005-2 (E-Book)

#### Drachenblut
(Originaltitel: Dragon's Blood, 2005)
Ein Teil von Drachenblut spielt kurz nach dem Ende des ersten Vorbeizugs des Roten Sterns und damit fast 400 Jahre vor der Haupthandlung. Die betagte Genetikerin Windblüte wird gemeinsam mit dem jungen Tieran auf zwei Feuerechsen aufmerksam, die an einer Krankheit leiden und aus dem zukünftigen Perns zu stammen scheinen. Als die sterblichen Überreste einer Drachenkönigin gefunden werden, die ebenfalls aus der Zukunft stammt, schmieden sie einen Plan: Sie richten versteckte Räume im Benden Weyr ein, welche die Ausstattung für die Entwicklung eines Heilmittels enthalten.
Als 400 Jahre später eine erneute Annäherung des Roten Sterns bevorsteht, reist die junge Lorana zur Burg an der Halbkreisbucht. Während eines Sturms auf hoher See befiehlt sie ihren zwei Feuerechsen, sich in Sicherheit zu bringen. Nachdem ihr Schiff gekentert und sie schließlich an der Küste angespült wird, entdecken sie Drachenreiter des Benden-Weyrs. Sie wird in den Weyr gebracht und gewinnt dort die goldene Drachenkönigin Arith für sich. 
Wenig später erkranken zahlreiche Drachen und Feuerechsen an einer tödlichen Infektion; Lorana durchforstet daraufhin auf der Suche nach einem Heilmittel die alten Aufzeichnungen des Weyrs. Dabei wird sie auf die versteckten Räume aufmerksam und findet eine Nachricht von Windblüte mit Instruktionen für die Bekämpfung der Seuche. Nach einem fehlgeschlagenen Behandlungsversuch springt Arith in die Vergangenheit und stirbt. Lorana gelingt es jedoch in Folge, eine einzige Dosis des Heilmittel herzustellen. Diese wird der trächtigen Drachenkönigin Minith verabreicht, welche gemeinsam mit ihrer Reiterin Tullea in die Vergangenheit reist. Sie kehren nach einiger Zeit zurück und bringt mehrere Dosen des Serums mit, welches in Folge auch den übrigen Tieren verabreicht werden kann.
Ausgaben:
- Todd McCaffrey: Drachenblut, Heyne-Verlag, München 2006, ISBN 978-3-453-52131-5 (Taschenbuch)
- Todd McCaffrey: Drachenblut, Heyne-Verlag, München 2013, ISBN 978-3-641-11941-6 (E-Book)

#### Romane ohne deutsche Übersetzung
- Anne und Todd McCaffrey: Dragon's Fire, Del Rey Books, New York 2006, ISBN 978-0-345-48028-6
- Anne und Todd McCaffrey: Dragon Harper, Del Rey Books, New York 2007, ISBN 978-0-345-48030-9
- Todd McCaffrey: Dragonheart, Del Rey Books, New York 2008, ISBN 978-0-345-49114-5
- Todd McCaffrey: Dragongirl, Del Rey Books, New York 2010, ISBN 978-0-345-49116-9
- Anne und Todd McCaffrey: Dragon's Time, Del Rey Books, New York 2011, ISBN 978-0-345-50089-2
- Anne und Todd McCaffrey: Sky Dragons, Del Rey Books, New York 2012, ISBN 978-0-345-50091-5
- Gigi McCaffrey: Dragon´s Code, Del Rey Books, New York 2019, ISBN 978-1-101-96476-7

## Kurzgeschichten
Folgende weitere Geschichten sind bislang weder gesammelt mit anderen Erzählungen aus der Welt von Pern veröffentlicht noch in Einzelromane eingearbeitet worden:
- The Smallest Dragonboy, erstmals veröffentlicht in Get off the Unicorn (Anne McCaffrey, Del Rey Books, New York 1973, ISBN 0-552-10965-7) hat die Gegenüberstellung des 12-jährigen K'van mit seinem Drachen Heth zum Gegenstand (bislang keine Übersetzung ins Deutsche).
- The Impression wurde erstmals als Anne McCaffreys Beitrag zum Begleitbuch Dragonlover's Guide to Pern (Jody Lynn Nye, Ballantine Books, New York 1989, ISBN 978-0-3453-5424-2) veröffentlicht und beschreibt die Gegenüberstellung von F'lar und Mnementh (bislang keine Übersetzung ins Deutsche).

- Drachenkind (The Girl Who Heard Dragons) wurde in deutscher Sprache im gleichnamigen Sammelband veröffentlicht (Anne McCaffrey, Heyne Verlag, München 2003, ISBN 978-3-4538-7053-6). Die Geschichte schildert die Flucht des aus den Romanen Die Renegaten von Pern und Die Delphine von Pern bekannten Charakters Aramina vor einer Bande gefährlicher Verbrecher, die es auf ihre Gabe, mental herannahende Drachen zu hören, abgesehen haben.

- Die Läuferin von Pern (The Runner Of Pern) wurde in deutscher Sprache im Sammelband Das Meer und kleine Fische veröffentlicht (Robert Silverberg (Hrsg.), Heyne Verlag, München 1998, ISBN 978-3-4531-7197-8). Die Erzählung schildert aus der Sicht der Läuferin Tenna den Alltag der Kuriere auf Pern.

- Ever the Twain erschien in der Kurzgeschichtensammlung A Gift of Dragons (Anne McCaffrey, Bantam Press, New York 2002, ISBN 978-0-5930-5151-1) und beschreibt die Gegenüberstellung der Zwillinge Neru und Nian mit ihren Drachen (bislang ohne Übersetzung ins Deutsche).

- Jenseits des Dazwischen (Beyond Between) wurde in deutscher Sprache als Teil des Kurzgeschichtenbandes Legenden – Das Geheimnis von Otherland und andere Abenteuer (Robert Silverberg (Hrsg.), Piper Verlag, München 2006, ISBN 978-3-4927-5005-9) veröffentlicht. Diese Erzählung beschreibt das Schicksal der Figur Moreta aus dem gleichnamigen Pern-Roman, an dessen Ende sie nach einer Teleportation mit ihrem Drachen verschollen blieb.

## Rezeption und Bedeutung
Anne McCaffrey gelang 1979 mit der englischsprachigen Originalausgabe von Der weiße Drache – als einem der ersten Science Fiction-Romane überhaupt – der Sprung auf die Bestsellerliste der New York Times (in der Rubrik "Paperback"); in Folge waren auch die US-Originalausgaben von Moreta – Die Drachenherrin von Pern (1983), Nerilkas Abenteuer (1986), Die Renegaten von Pern (1989), Drachendämmerung (1988), Die Weyr von Pern (1991), Drachenauge (1997), Drachenklänge (1998) und Himmel über Pern (2001) New York Times-Bestseller (die Jahresangaben beziehen sich jeweils auf die Rubrik "Hardcover", z. T. waren die Werke nach Erscheinen der Taschenbuchausgabe noch einmal in der Rubrik "Paperback" aufgeführt).
Laut Bericht des Spiegel anlässliches des Todes der Autorin im Jahr 2011 wurde in Deutschland insbesondere der erste und 1971 in deutscher Übersetzung erschienene Roman der Serie – Die Welt der Drachen – zum Bestseller, woran der „Mix aus moderner Science-Fiction und klassischer Fantasy“ seinen Anteil gehabt habe.
Es handle sich dabei laut retrospektiver Betrachtung des Spiegel aus dem Jahr 2001 um das "tatsächlich [...] beste Buch der Serie"; und daran angeschlossen habe sich der Erfolg der Saga, der vor allem in den siebziger und achtziger Jahren seinen Höhepunkt erreicht habe. Den späteren Romanen wird allerdings kein so positives Urteil mehr zuteil: "Heutzutage tauchen die Taschenbücher auf keinen Bestsellerlisten mehr auf, was sicher auch der belangslosen [sic] Handlung aktuellerer Bände zuzuschreiben ist. Flache Handlung, Helden ohne Profil – also warum lesen?"
Christel Scheja stellt 2012 im Magazin Phase X fest, dass "vor Anne McCaffrey [...] Drachen in der Fantasy [...] mächtige magische und goldgierige Geschöpfe" waren, wohingegen man es bei den pernesischen Drachen "von Anfang an [...] mit einer intelligenten Spezies zu tun [hat], die Humor und durchaus auch einen eigenen Willen hat, auch wenn die geistige und seelische Bindung zu ihrem Menschen sehr eng ist." Das sei "wegweisend und stilbildend" gewesen, und von nachfolgenden Autoren aufgegriffen worden, u. a. von Christopher Paolini in seiner Eragon-Saga.
Das Online-Magazin Bibliotheka Phantastika hebt in einer Betrachtung von 2016 ebenfalls den großen Einfluss des Romanzyklus auf das Phantasik-Genre hervor: "Zum Erfolg [...] dürfte vor allem die zum damaligen Zeitpunkt neue und originelle – und wie bereits erwähnt stilprägende – Darstellung der Drachen beigetragen haben, und gerade das bonding – angefangen mit dem Moment des “Erkennens”, wenn der Drache aus dem Ei schlüpft, bis hin zum telepathischen Kontakt zwischen Drache und menschlichem Reiter." Anne McCaffrey habe damit "sozusagen die Blaupause für einen in der Fantasy danach gern und häufig genutzen Drachentypus geschaffen". Ein erwähnenswertes Merkmal der frühen Drachenreiterromane seien zudem "für die damalige Zeit erstaunlich taffe Frauen" als Protagonistinnen.
Im März 2019 führte das Portal TOR ONLINE die Romane der Serie Die Drachenreiter von Pern in seiner Auflistung der 100 besten Science Fiction-Romane aller Zeiten auf; dem vorangegangen war eine Titelnominierung durch die deutschsprachige Online-Community mit anschließender Selektion durch eine Jury. Das Online-Portal Popkultur.de kam im Oktober 2020 in Bezug auf die Bedeutung der Romane zu einem ganz ähnlichen Schluss und nahm die Saga in eine Zusammenstellung der 100 besten Fantasy-Bücher auf.

## Auszeichnungen
Die von Anne McCaffrey selbst verfassten Pern-Romane erhielten in ihrer englischsprachigen Originalfassung zahlreiche Preise. Nachfolgend ist eine Auswahl zusammengestellt:
- Der erste Roman der Reihe, Die Welt der Drachen, basiert auf zwei Kurzgeschichten, die jeweils eine Auszeichnung erfuhren:[3] Weyr Search (Titel der deutschen Übersetzung: Die Drachenkönigin) gewann 1968 den Hugo-Award für den besten Kurzroman[1] und Dragonrider (nicht übersetzt) erhielt 1969 den Nebula-Award in derselben Rubrik.[2] Anne McCaffrey war bei beiden Awards die erste weibliche Preisträgerin überhaupt.[3]
- Die Suche der Drachen wurde 1972 für den Hugo-Award für den besten Roman nominiert[21] und erlangte beim Locus Award in gleicher Kategorie den 5. Platz.[22]
- Der weiße Drache wurde 1979 mit dem australischen Ditmar-Award in der Kategorie "internationale Belletristik"[23] und dem Gandalf Award[24] ausgezeichnet. Der Roman erhielt 1979 zudem beim Locus Award in der Rubrik "bester Roman" den 3. Platz.[22]
- Drachentrommeln gewann 1980 den Balrog Award in der Rubrik "bester Roman".[25]
- Als Anne McCaffrey im Jahr 1999 von der American Library Association für ihren lebenslangen Beitrag zur amerikanischen Jugendliteratur mit dem Margaret A. Edwards Award geehrt wurde, fanden dabei sowohl die Original-Trilogie als auch die Harfnerhallen-Trilogie ausdrückliche Erwähnung.[26],[27]
- Moreta: Die Drachenherrin von Pern wurde 1984 für den Hugo-Award in der Kategorie "bester Roman" nominiert.[28]
- Drachendämmerung erreichte 1989 den dritten Platz beim John W. Campbell Memorial Award für den besten Science Fiction-Roman.[29]
- Die Weyr von Pern gewann 1992 den HOMer-Award für den besten Science-Fiction-Roman.[30] Der Roman wurde im selben Jahr ebenfalls für den Hugo-Award in der Kategorie bester Roman nominiert[31] und erreichte beim Locus Award in der Rubrik bester Science Fiction-Roman den 5. Platz.[22]

## Weitere Werke
Begleitbücher (Auswahl)
Die folgenden Begleitbücher sind ausschließlich in englischer Sprache erschienen:
- Karen Wynn Fonstad: The Atlas of Pern, Ballantine Books, New York 1984, ISBN 978-0-345-31434-5. Dieser Atlas enthält Karten und Skizzen zu den Handlungsorten der frühen Pern-Romane.
- Robin Wood: People of Pern, The Donning Company, Norfolk 1988, ISBN 978-0-898-65635-0. Es handelt sich um einen Bildband zu den Figuren der ersten acht Pern-Romane.
- Jody Lynn Nye: The Dragonlover's Guide to Pern, Ballantine Books, New York 1989, ISBN 0-345-35424-9. Dieses Handbuch enthält Rahmeninformationen zur Welt von Pern. 1997 wurde eine in Bezug auf zwischenzeitlich erschienene neue Pern-Romane aktualisierte Second Edition des in Zusammenarbeit mit Anne McCaffrey entstandenen Begleitbuches (ISBN 0-345-41274-5) aufgelegt.

Spiele (Auswahl)
- 1983 erschien das Computerspiel Dragonriders of Pern des amerikanischen Publishers Epyx für die Atari-Heimcomputer-Familie und den Commodore 64, in dem der Spieler die Geschehnisse auf der Welt Pern in Verhandlungs- und Kampfsequenzen nachspielen konnte.[32] Eine deutsche Sprachfassung liegt nicht vor.
- 2001 wurde – auch in deutscher Sprachfassung – das Abenteuer-Spiel Dragon Riders: Chronicles of Pern von Ubisoft für das PC-Betriebssystem Windows und die Sega Dreamcast veröffentlicht. Es folgt dem Drachenreiter D'kor, der auf der Suche nach Kandidatinnen für eine Gegenüberstellung mit einer Drachenkönigin in verschiedene Nebenhandlungen verstrickt wird.[18],[33]

Weitere Adaptionen (Auswahl)
- Seit den 1990er-Jahren wurde mehrfach eine Film- bzw. Serienadaption angekündigt, bislang jedoch noch nicht umgesetzt. 2014 wurde bekannt, dass Warner Bros. Entertainment sich die Rechte für die Romanserie gesichert und die Autorin Sarah Cornwell mit der Erstellung eines Drehbuches für eine Film-Adaption beauftragt hat.[34] Seitdem hat es keine weiteren Neuigkeiten zu dem Projekt gegeben.

## Trivia
- Anne McCaffrey legte großen Wert darauf, dass es sich bei Die Drachenreiter von Pern um Werke der Science Fiction und nicht des Fantasy-Genres handelt.[6],[35]
- Zum Erfolg des Romanzyklus im deutschsprachigen Raum dürfte auch eine Entscheidung des Bertelsmann Buchclubs beigetragen haben: Im Jahr 1976 wurde allen Mitgliedern, die in einem Quartal noch keine Bestellung getätigt hatten, eine Ausgabe von Die Welt der Drachen zugesandt.[18],[36]
- Die Besonderheit einiger deutschsprachiger Taschenbuch-Ausgaben der Romane sind die Schwarz-Weiß-Illustrationen von Johann Peterka.[37]
- Der Roman After the Fall is Over, welcher die Zukunft einiger erstmals in Die Welt der Drachen eingeführter und zentraler Figuren wie z. B. F'lar and Lessa nach dem Ende der Fädenfälle beschreiben sollte, konnte von Anne McCaffrey vor ihrem Tod im Jahr 2011 nicht mehr abgeschlossen werden.[38]
- Die Welt der Drachen und Die Suche der Drachen sind gegenüber den englischsprachigen Originalausgaben um einige Passagen gekürzt, welche die nicht unproblematische Beziehung zwischen Lessa und F’lar deutlicher zutage treten lassen.[14]